# 미드레이크
미드레이크(Midlake)는 미국 텍사스주 덴턴 출신 록 밴드이다.
노스텍사스대학교에서 재즈를 배우던 학생들에 의해 결성되었다. 결성 당시의 구성원은 팀 스미스(보컬, 기타, 키보드), 매켄지 스미스(드럼), 폴 알렉산더(베이스), 에릭 니켈슨(기타), 에반 제이콥스(키보드)였다.

## 음반 목록

### 정규 음반
- 《Bamnan and Slivercork》(2004년)
- 《The Trials of Van Occupanther》(2006년)
- 《The Courage of Others》(2010년)

### EP
- 《Milkmaid Grand Army》(2001년)